# Борщ, Ирина Михайловна
Ирина Михайловна Борщ (укр. Ірина Михайлівна Борщ, 29 июня 1966) — украинская футболистка. Выступала на позиции вратаря. Первый матч за «Калужанку» провела 15 января 1994 года против команды «Серп и Молот» (1:1). 3 июля 1995 года в первом матче 1/2 финала Кубка России против ЦСК ВВС заменила полевого игрока Надь на 62 минуте.

## Достижения
командные
- Чемпионат России по футболу среди женщин
  - Серебряный призёр: 1994
- Чемпионат Украины по футболу среди женщин
  - 4 место (2): 1992, 1993

## Клубная статистика
| Выступление      | Выступление      | Выступление      | Лига | Лига | Кубок | Кубок | Международные | Международные | Итого | Итого |
| Клуб             | Лига             | Сезон            | Игры | Голы | Игры  | Голы  | Игры          | Голы          | Игры  | Голы  |
| ---------------- | ---------------- | ---------------- | ---- | ---- | ----- | ----- | ------------- | ------------- | ----- | ----- |
| Калужанка        | высшая           | 1994             | —    | —    | —     | —     | 1             | -2            | 1     | -2    |
| Калужанка        | высшая           | 1995             | 12   | -6   | 1     | 0     | 1             | -3            | 14    | -9    |
| Калужанка        | высшая           | 1996             | —    | —    | —     | —     | 3             | -4            | 3     | -4    |
| Калужанка        | Итого            | Итого            | 12   | -6   | 1     | 0     | 5             | -9            | 18    | -15   |
| Всего за карьеру | Всего за карьеру | Всего за карьеру | 12   | -6   | 1     | 0     | 5             | -9            | 18    | -15   |